# 于讷堡城堡
于讷堡城堡 (法語：Château de Hunebourg）是位于法国下莱茵省的一個城堡，它位於一块高425米的砂岩上。城堡始建於12至13世纪，但最初的城堡幾乎沒有遺留下來。現今的城堡是1930年代重建的羅曼復興式建築。2007年該城堡被列为法国历史遗迹。 